# Blues & Ballads
| Recensione | Giudizio |
| ---------- | -------- |
| AllMusic   | [ 1 ]    |

Blues & Ballads è un album discografico a nome di Lonnie Johnson with Elmer Snowden, pubblicato dall'etichetta discografica Prestige Bluesville Records nel 1960.
Ritorno in sala di registrazione di Elmer Snowden (non registrava dal 1934) impegnato in quest'album con un altro grande chitarrista, Lonnie Johnson e accompagnati musicalmente dal contrabbassista Wendell Marshall.
L'album fu ripubblicato su CD (senza bonus) nel 1990.

## Tracce
Lato A
1. Haunted House – 4:59 (Lonnie Johnson)
2. Memories of You – 4:21 (Andy Razaf, Eubie Blake)
3. Blues for Chris – 5:04 (Chris Albertson, Elmer Snowden)
4. I Found a Dream – 4:33 (Lonnie Johnson)
5. St. Louis Blues – 3:05 (W.C. Handy)

Lato B
1. I'll Get Along Somehow – 4:27 (Gerald Marks, Buddy Fields)
2. Savoy Blues – 4:11 (Edward Ory)
3. Back Water Blues – 5:04 (Bessie Smith)
4. Elmer's Blues – 3:27 (Elmer Snowden)
5. Jerry Roll Baker – 4:14 (Lonnie Johnson)

## Musicisti
- Lonnie Johnson - chitarra elettrica, voce
- Elmer Snowden - chitarra
- Wendell Marshall - contrabbasso